# Parafia Najświętszej Maryi Panny Królowej Polski w Klukach
Parafia Najświętszej Maryi Panny Królowej Polski w Klukach – parafia rzymskokatolicka w dekanacie szczercowskim archidiecezji łódzkiej, w powiecie bełchatowskim. Graniczy z parafiami w: Parznie (spośród dekanatu zelowskiego), Kaszewicach i Szczercowie (spośród dekanatu szczercowskiego) oraz Bełchatowie (spośród dekanatu bełchatowskiego).
Przy parafii istnieją grupy duszpasterskie: Rada Parafialna, chór parafialny, schola dziecięco-młodzieżowa, Kółka Różańcowe -5, zespoły „Margaretek”, grupa dziecięca „Biała Armia”, ministranci i lektorzy.

## Historia
Parafia w Klukach jest jedną z najmłodszych parafii archidiecezji łódzkiej. Została erygowana 26 sierpnia 2007 roku przez arcybiskupa metropolitę łódzkiego Władysława Ziółka. Wcześniej tereny obecnej parafii należały do parafii w Parznie.
Obok kościoła parafialnego znajduje się cmentarz wojenny z czasów drugiej wojny światowej. Spoczywają tu żołnierze 82., 83. i 84. Pułków Piechoty wchodzących w skład 30. Dywizji Piechoty Armii „Łódź” polegli w walce z hitlerowskim najeźdźcą w czasie wojny obronnej we wrześniu 1939 r.

## Zasięg parafii
Do parafii należą wierni z miejscowości: Kluki, Osina, Powódka i Podścichawa.